# 5199 Dortmund
5199 Dortmund (1981 RP2) là một tiểu hành tinh vành đai chính được phát hiện ngày 7 tháng 9 năm 1981 bởi Lyudmila Karachkina ở Nauchnyj.